# Carla Quílez
Carla Quílez Alonso (Barcelona, febrero de 2008) es una actriz y bailarina española. Es conocida por su papel protagonista en la película de drama adolescente La maternal (2022), por la que ganó la Concha de Plata a la Mejor Interpretación Protagonista.

## Trayectoria
Carla Quílez Alonso nació en el barrio de Horta en Barcelona, en febrero de 2008 y eshija de Eva, administrativa de logística. Comenzó a formarse en danza a los 6 años, abarcando varios géneros, empezando por ballet, contemporáneo, ballet con claqué, danza urbana y hip hop.
Consiguió una audición para la película La Maternal después de que Irene Roqué, la directora de casting, descubriera uno de sus vídeos de coreografías en Instagram. Quílez debutó en el largometraje en el drama adolescente La Maternal, de Pilar Palomero, interpretando a Carla, una adolescente embarazada que llega a un centro de acogida para madres adolescentes, donde recibe apoyo y crea vínculos con otras chicas en su misma situación.

## Reconocimientos
Su interpretación en La Maternal le valió varios reconocimientos, como la Concha de Plata a la Mejor Interpretación Protagonista ex aequo junto a Paul Kircher en la 70 edición del Festival Internacional de Cine de San Sebastián, el Premio Gaudí a la Mejor Interpretación Revelación, la Medalla del Círculo de Escritores Cinematográficos a la Mejor Actriz Revelación, y una nominación a los Premios Feroz a la Mejor Actriz de Cine.

## Filmografía
| † | Denota producciones que aún no han sido estrenadas |

### Película
| Año  | Título          | Role  | Notas        |
| ---- | --------------- | ----- | ------------ |
| 2022 | La maternal     | Carla |              |
| 2024 | La niña tatuada | Irene | Cortometraje |

### Televisión
| Año  | Título                                 | Role | Notas     |        |
| ---- | -------------------------------------- | ---- | --------- | ------ |
| 2024 | La última noche en la playa de Tremore | Bea  |           | [ 10 ] |
| 2025 | Dime tu nombre †                       |      | Miniserie |        |

## Premios y nominaciones
| Premio                                          | Fecha de la ceremonia    | Categoría                                 | Título      | Resultado                                | Ref.   |
| ----------------------------------------------- | ------------------------ | ----------------------------------------- | ----------- | ---------------------------------------- | ------ |
| Medallas de la CEC                              | 9 de febrero de 2022     | Mejor Actriz Revelación                   | La maternal | Nominada                                 | [ 7 ]  |
| Premios Feroz                                   | 28 de enero de 2023      | Mejor Actriz de Película                  | La maternal | Nominada                                 | [ 8 ]  |
| Premios Gaudí                                   | 22 de enero de 2023      | Mejor interpretación nueva                | La maternal | Ganadora                                 | [ 6 ]  |
| Festival Internacional de Cine de San Sebastián | 24 de septiembre de 2022 | Concha de Plata por Mejor Actuación Líder | La maternal | Compartido con Paul Kircher (Winter Boy) | [ 12 ] |